# Why England Slept
¿Por qué Inglaterra dormía? (en inglés: Why England Slept) es un libro de John F. Kennedy, publicado en 1940.
El libro fue escrito por Kennedy para su tesis en el Universidad de Harvard. El libro analiza las problemas que el gobierno británico tuvo para prevenir la Segunda Guerra Mundial y destaca por su posición poco ortodoxa sobre la política de apaciguamiento del gobierno británico en la época, señalando que una temprana confrontación entre el Reino Unido y la Alemania nazi a la larga hubiera sido más desastrosa. Uno puede considerar que estas eran unas palabras valientes en el mismo momento en que el ejército alemán estaba venciendo en Europa y parecía casi invencible.
Joseph P. Kennedy, padre de John fue embajador en el Reino Unido y apoyó la política de apaciguamiento del primer ministro Neville Chamberlain durante la década de 1930.
El título del libro hace referencia al libro escrito por Winston Churchill en 1938 titulado Mientras Inglaterra dormía ("While England Slept"), el cual analizaba el crecimiento del poder alemán.